# Annonay
Annonay – miejscowość i gmina we Francji, w regionie Owernia-Rodan-Alpy, w departamencie Ardèche.
Według danych na rok 1990 gminę zamieszkiwało 18 525 osób, a gęstość zaludnienia wynosiła 874 osoby/km² (wśród 2880 gmin regionu Rodan-Alpy Annonay plasuje się na 37. miejscu pod względem liczby ludności, natomiast pod względem powierzchni na miejscu 454.).
W mieście rozwinął się przemysł samochodowy, papierniczy, skórzany oraz farmaceutyczy.
W Annonay znajduje się liceum im. François-Antoine'a de Boissy d'Anglas, prowadzące wymiany uczniów m.in. z I Liceum Ogólnokształcącym im. Karola Marcinkowskiego w Poznaniu.
Z Annonay pochodzi Lorette Charpy, francuska gimnastyczka, wicemistrzyni Europy.

## Galeria

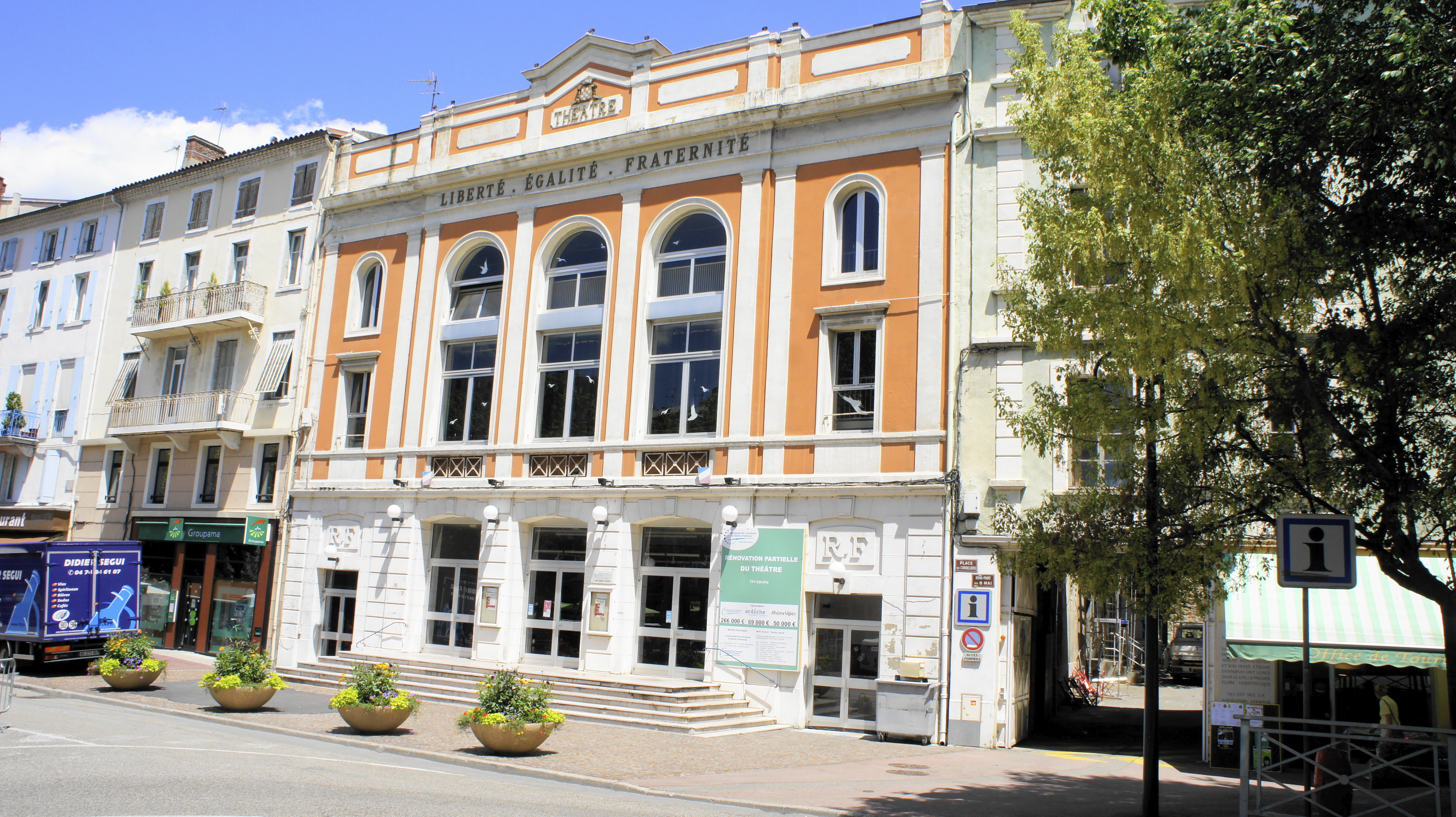
Teatr (2012)
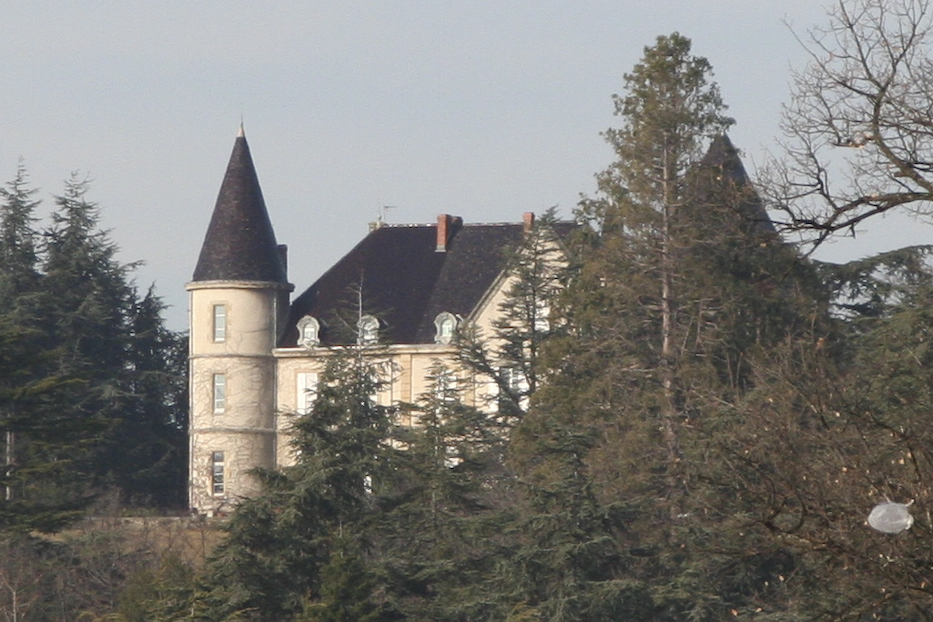
Zamek Mirecouly (2007)
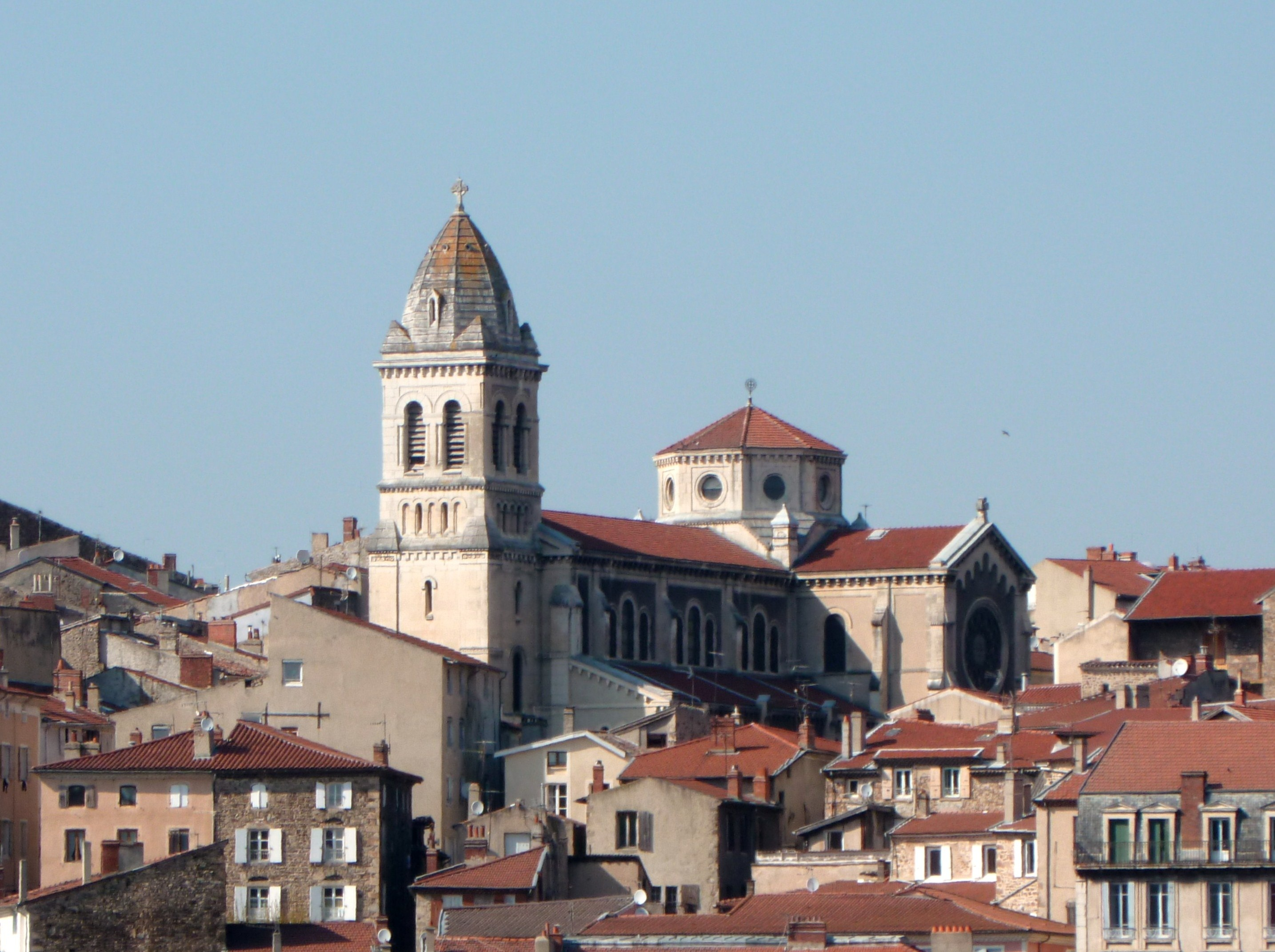
Kościół Matki Bożej (2011)